# Péter Ágoston

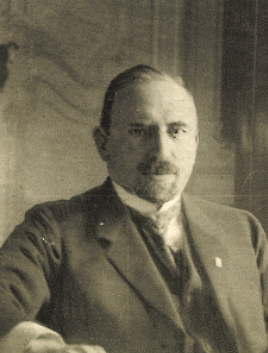
Péter Ágoston

Péter Ágoston (Zsombolya, 25 maart 1874 - Parijs, 6 september 1925) was een Hongaars politicus, die in 1919 minister van Buitenlandse Zaken was.
Vóór de Eerste Wereldoorlog schreef hij artikels voor de tijdschriften Világ, Népszava, Huszadik század en Szocializmus. Na de Asterrevolutie werd hij voorzitter van de Nationale Raad van Nagyvárad. Hij was staatssecretaris voor Binnenlandse Zaken in de regering van Dénes Berinkey. Ten tijde van de Hongaarse Radenrepubliek trachtte hij als volkscommissaris voor Buitenlandse Zalen aansluiting te zoeken bij de Entente, die de als overwinnaar uit de Eerste Wereldoorlog was gekomen. Premier Gyula Peidl stelde hem aan als minister van Buitenlandse Zaken, maar de regering-Peidl viel al na zes dagen, door een staatsgreep onder leiding van István Friedrich. Ágoston werd vervolgens gearresteerd en tot de dood veroordeeld. Hij werd echter overgeplaatst naar Sovjet-Rusland in het kader van een gevangenenruil. Hierna leefde hij in ballingschap in Moskou, Londen en Parijs. Hij vertaalde werken van Engels, Bebel en Mehring naar het Hongaars onder het pseudoniem Pál Rab.